# Jan Swerts
Jan Swerts, né le 25 décembre 1820 à Anvers et mort le 11 août 1879 à Marienbad, est un peintre belge de sujets historiques et de portraits.

## Biographie
Jan Eugene Emmanuel Swerts est le fils de Jan Gregorio Swerts (1776-1832), marchand en détail, et d'Anna Maria van Rooy (1782-1852).
Il a été l'étudiant de Nicaise De Keyser à l'Académie royale des beaux-arts d'Anvers. Ses progrès rapides attirent l'attention des professeurs sur lui.
Durant ses études, il se lie d'amitié avec Godefroid Guffens (également étudiant de Keyser) avec lequel il travaillera tout au long de sa carrière.
En 1841, il réalise Jésus remettant les clés à Pierre pour l'église Saint-Pierre (nl) de Rumst. En 1842, Swerts présente à l'exposition de Bruxelles un tableau représentant les trois femmes au tombeau de Jésus.
En 1847, il réalise l'Adoration des mages pour l'église Saint-Trudon (nl) d'Eksel.
Vers 1847-1848, il réalise les panneaux latéraux de la salle de concert de la Villa Servais avec Guffens, Jean-Baptiste Robie, Charles Verlat et Charles Wauters : ces panneaux sont ornés des attributs des quatre saisons.
En 1847, Swerts et Guffens partent à Paris pour un séjour d'études durant lequel ils rencontrent Paul Delaroche et Ary Scheffer. En 1848, ils reçoivent tous deux une médaille d'argent à l’exposition de Bruxelles. Puis ils visitent l'Allemagne et l'Italie à partir d'août 1850 jusqu'en 1852 : ils vont à Aix-la-Chapelle, Cologne, Düsseldorf, Remagen, Berlin, Dresde, Leipzig, Prague, Munich, Pompéi, Palerme. Le 12 décembre 1850, ils arrivent à Rome où ils rencontrent Johann Friedrich Overbeck.
En septembre 1851, Swerts vend un tableau à M. Denis durant l'exposition des Beaux-Arts de Bruxelles. En 1852-1853, il vit et peint à Florence, il obtient d'ailleurs l'autorisation de copier des peintures de la galerie des Offices.
Swerts et Guffens se marient le même jour : le 25 octobre 1852. Il se marie avec Josefine Maria Hoorenbeke (1819-1877) avec laquelle il aura trois enfants : Walter (1855-1876), Bertha (1859-1901), mère de l'artiste peintre et poète Manette Hermant, et Jan (1861-1934).
À partir de 1853, à l'initiative d'un député local, ils sont chargés de réaliser les peintures de l'église Notre-Dame à Saint-Nicolas, celles-ci seront initialement financées par les croyants de cette église. Puis l'Etat belge verse une allocation annuelle de 1500 francs de 1856 à 1861 pour financer ces peintures. Ce financement provenait d'un fonds gouvernemental visant à promouvoir la peinture monumentale en Belgique. Ces peintures représentent l'histoire de la Vierge Marie.
En 1853, il réalise une peinture représentant Notre-Dame du Perpétuel Secours pour l'église Notre-Dame-du-Bon-Secours (nl) de Maria-Aalter (nl).
En 1854, ils reçoivent une médaille d'or à l'exposition de Bruxelles. Ils peignent pendant plusieurs années en Angleterre, notamment des peintures au Ince Blundell Hall (en) de Liverpool.
Swerts et Guffens ont joué un rôle déterminant dans la réhabilitation de la fresque en Belgique en 1855. Ils ont réalisé ensemble les peintures du chœur de l'église Saint-Joseph et de la chapelle Sainte-Barbe de Louvain, de la cathédrale Saint-Quentin de Hasselt, du chœur de l'église Sainte-Ursule de Lanaken et de la chapelle des échevins d'Ypres. Ils ont également réalisé des peintures du château de Schilde (nl) représentant l'histoire de la famille van der Werve (propriétaire du château), ainsi que sur Schilde et Anvers.

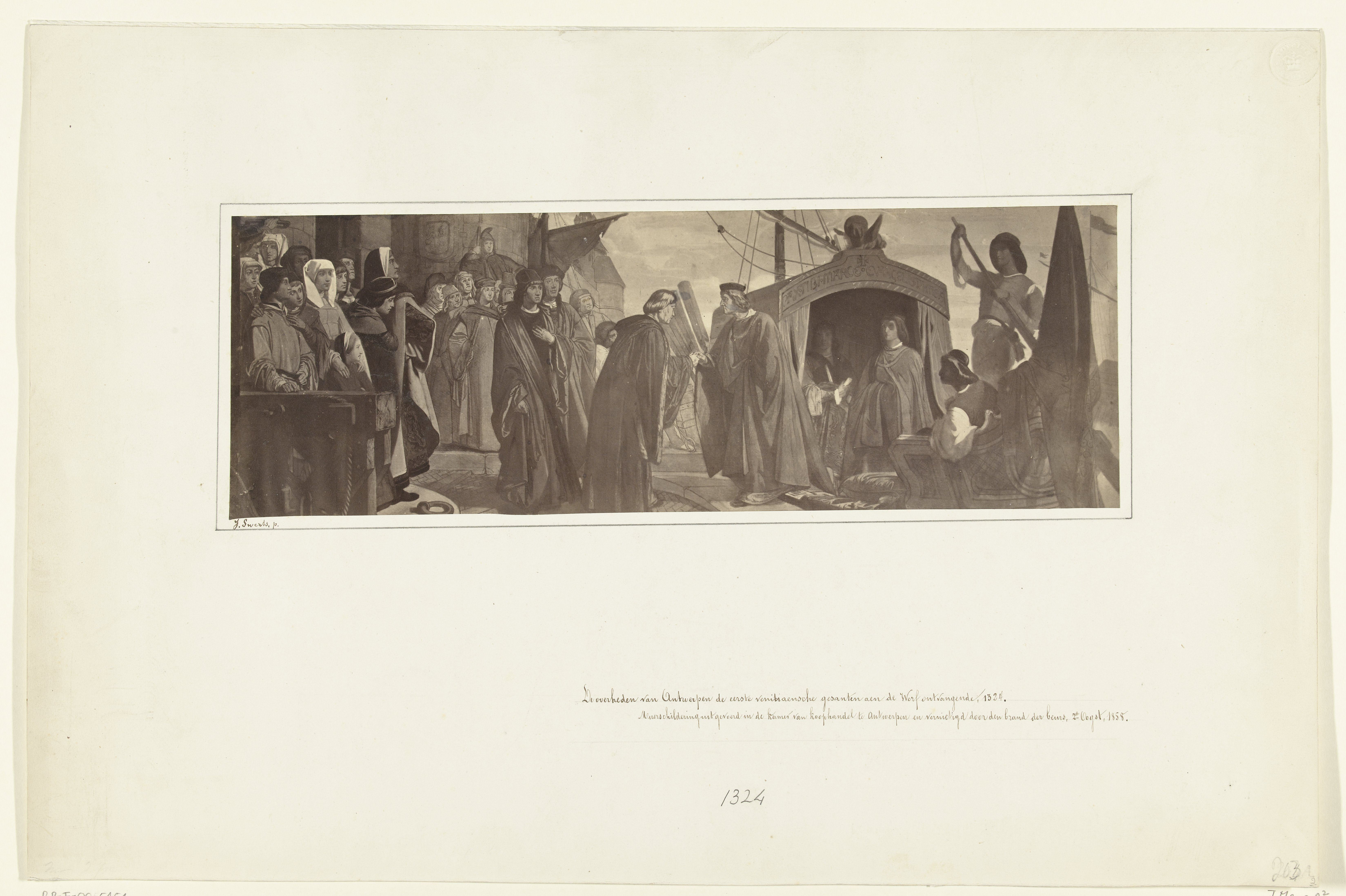
Photographie de l'œuvre

En 1855, Swerts et Guffens commencent des peintures murales pour la chambre de commerce à la vieille bourse d'Anvers : ces treize peintures représentent des scènes du passé commercial de la ville dont Réception des envoyés Vénitiens par le magistrat d'Anvers mais les peintures sont détruites dans la nuit du 2 au 3 août 1858 lors de l'incendie de la bourse quelque temps avant la réouverture officielle prévue du bâtiment. Pour la réalisation de ces fresques, ils sont assistés de deux étudiants de l'Académie royale des beaux-arts d'Anvers : Otto Schwerdgeburth (en) et Jan Franz Floris Claes (1818-1870). Schwerdgeburth réalise huit planches d'aquatintes représentant les peintures de Guffens et Swerts, ces planches sont publiées en 1857 dans : Frise exécutée à la chambre de commerce d'Anvers.

Gravure de Schwerdgeburth d'après Swerts

En 1858, Swerts et Guffens reçoivent un financement gouvernemental afin d'assister à une exposition d'art allemand à Munich et d'écrire un rapport sur cette exposition. Dans celui-ci, ils proposent au ministre de décorer les « grands murs blancs et tristes des hôpitaux, prisons et écoles » par des fresques moralisatrices et éducatives. Ils concluent que l'art monumental doit être soutenu car il est lié à la religion et à la science, ce qui en fait donc un art national. La même année, ils publient un mémoire sur leur voyage en Allemagne : Souvenirs d'un voyage artistique en Allemagne. À partir de 1859, ils commencent également les peintures de l'église Saint-Georges d'Anvers (nl) qui représentent « l’Église souffrante, l’Église militante et l’Église triomphante ». Swerts a notamment peint Saint Georges au-dessus de l'autel, divers apôtres, Jésus enfant, L'arrestation Christ, Le Christ repoussant la tentation,.
En 1859, sous la direction de Swerts et Guffens, Otto Schwerdgeburth et Jan Claes réalisent Les sept douleurs de Marie pour l'église Notre-Dame de Melsele. La même année, Swerts et Guffens sont nommés membres honoraires de l'académie des beaux-arts de Munich par la société des artistes de Munich. En juin 1859, ils organisent une exposition de cartons préparatoires au palais des Académies à Bruxelles, principalement de maîtres bavarois dans le but de promouvoir les peintres belges et de sensibiliser le public. L'exposition est visitée par Léopold II, duc de Brabant, en présence du ministre de l'Intérieur Charles Rogier et du directeur général des Beaux-Arts Édouard Romberg (1817-1899).
En 1860, Swerts est nommé membre honoraire de l'Académie des beaux-arts de Dresde par le Jean Ier, roi de Saxe.
À la suite des inondations aux Pays-Bas en 1861, Swerts et Guffens organisent une exposition caritative qui sera visitée par le roi, celui-ci leur décernera une distinction honorifique pour leur exposition.
En 1862, Swerts travaille sur une œuvre monumentale pour une église de la province de Brabant. En 1868, il réalise un portrait grandeur nature du cardinal Sterckx, le tableau « admiré et loué par un grand nombre de passionnés d'art » est acheté par le roi Léopold II,.
En 1867, il participe à l'Exposition universelle de Paris.
Swerts a réalisé des peintures pour l'hôtel de ville d'Ypres : Publication de l'arrêté de 1515 du magistrat d'Ypres concernant l'entretien des pauvres et Visite du magistrat dans une école libre en 1253, détruites durant la première guerre mondiale, elles se trouvaient respectivement à droite et à gauche de la cheminée. Le gouvernement belge choisit Guffens, Swerts et Charles de Groux pour la réalisation des peintures mais ce dernier décède en 1870 avant d'avoir pu les réaliser.
En 1868, il réalise le portrait du pasteur Benedictus De Caluwe (pasteur de Tamise entre 1843 et 1858) pour l'église Notre-Dame de Tamise (en),.
En 1871, Peter Benoit compose un cortège solennel intitulé L'Église souffrante, en lutte et victorieuse à l'occasion de l'inauguration des fresques de l'église Saint-Georges d'Anvers le 27 novembre 1871. Hippolyte Flandrin entre autres était venu voir les fresques en cours de réalisation. 

En 1872, Jozef Janssens (en) est l'élève de Swerts à Anvers : son style est fortement influencé par celui de Jan Swerts. Après un passage par des ateliers de Düsseldorf, Janssens revient dans l'atelier de Swerts et Guffens à Bruxelles.

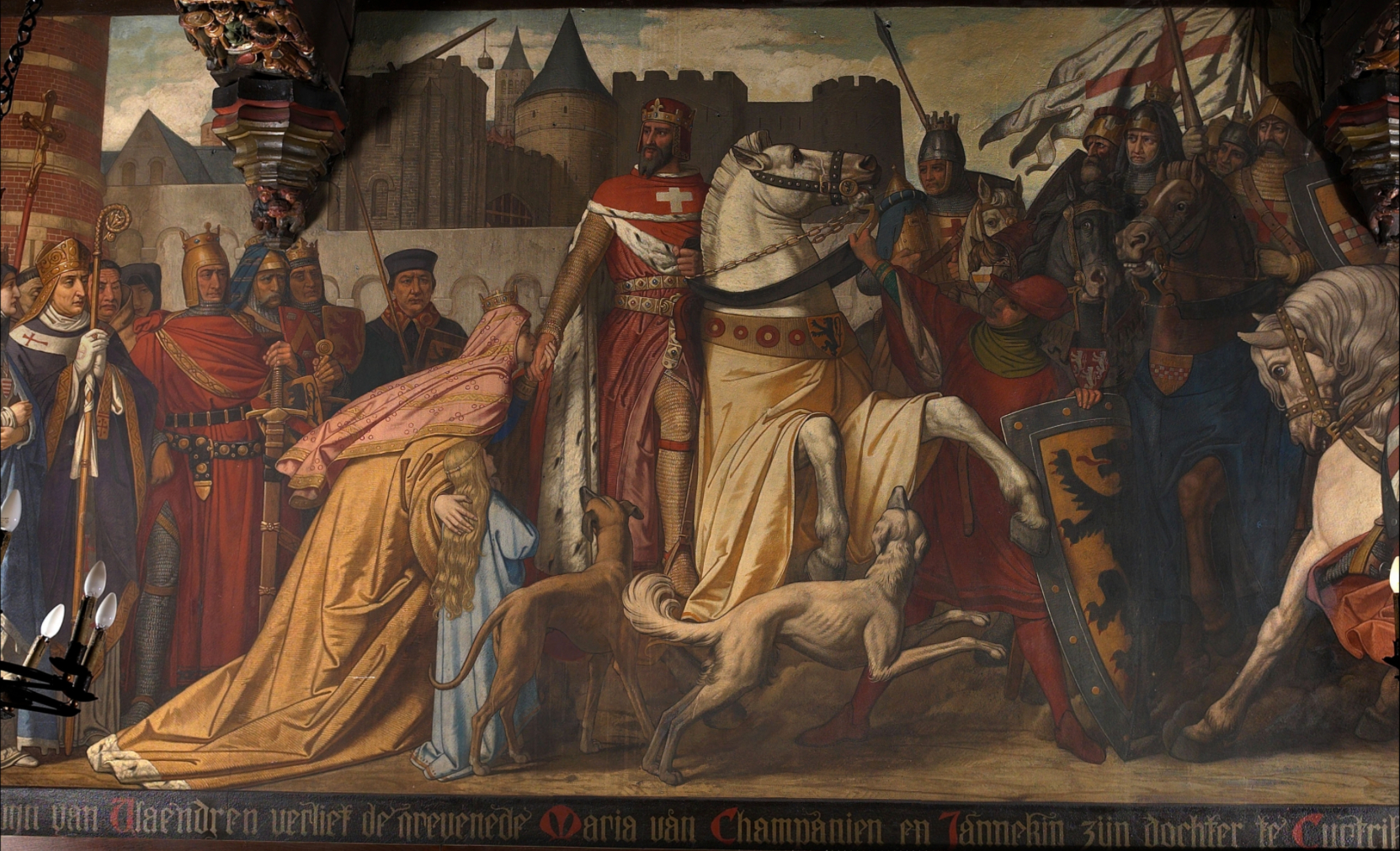
Peinture de l'hôtel de ville de Courtrai.

Il a également réalisé des peintures de l'hôtel de ville de Courtrai en 1872-1874 : l'une des peintures représente Saint-Pierre nommé chef de l’Église. Il s'agit de la dernière œuvre commune entre Swerts et Guffens. Sept panneaux représentent l'histoire de Courtrai durant les 13 premiers siècles. Swerts a réalisé les figures de Saint-Amand et Philippe d'Alsace, ainsi que Magistrats, chevaliers et chefs d'hommes réunis dans la salle échevinale à la veille de la bataille de Courtrai.
En 1873, il réalise un tableau intitulé Les vacances vendu et envoyé en Angleterre. Ce tableau représente deux jeunes filles de 15 et 18 ans lors de la cérémonie de sépulture de leur défunt père, elles apportent un portrait de celui-ci à leur mère. La même année, L. C. Lemmé achète le tableau Mémoire d'Italie de Swerts, œuvre exposée au Salon triennal d'Anvers. Le 18 avril 1875, le tableau La fête brûle dans la maison de M. Lemmé.
En 1874,, à la suite du tarissement des commandes publiques belges, Swerts accepte le poste de directeur de l'Académie des beaux-arts de Prague jusqu'à sa mort. Il déménage alors à Prague dans le bâtiment de l'académie Clementinum. En tant que directeur de l'atelier de peinture monumentale, il a pour élèves Mikoláš Aleš, František Ženíšek, Jakub Schikaneder, Antonín Chittussi, Václav Brožík, Vojtěch Bartoněk (en), Felix Jenewein (en), Jindřich Bubeníček (cs), Emanuel Krescenc Liška (cs), Josef Mukařovský (cs), Bohumír Roubalík (cs), Jaroslav Věšín (cs), Hermine Laukota (de), Josef Mauder (cs), František Bíza (cs), Basilio Coletti. Certains comme Václav Brožík ou František Ženíšek reconnaissent son travail quand d'autres comme Mikoláš Aleš le rejettent en raison de son académisme rigide et de son nazaréisme.
Le 15 novembre 1877, sa femme Josefine décède d''une maladie.

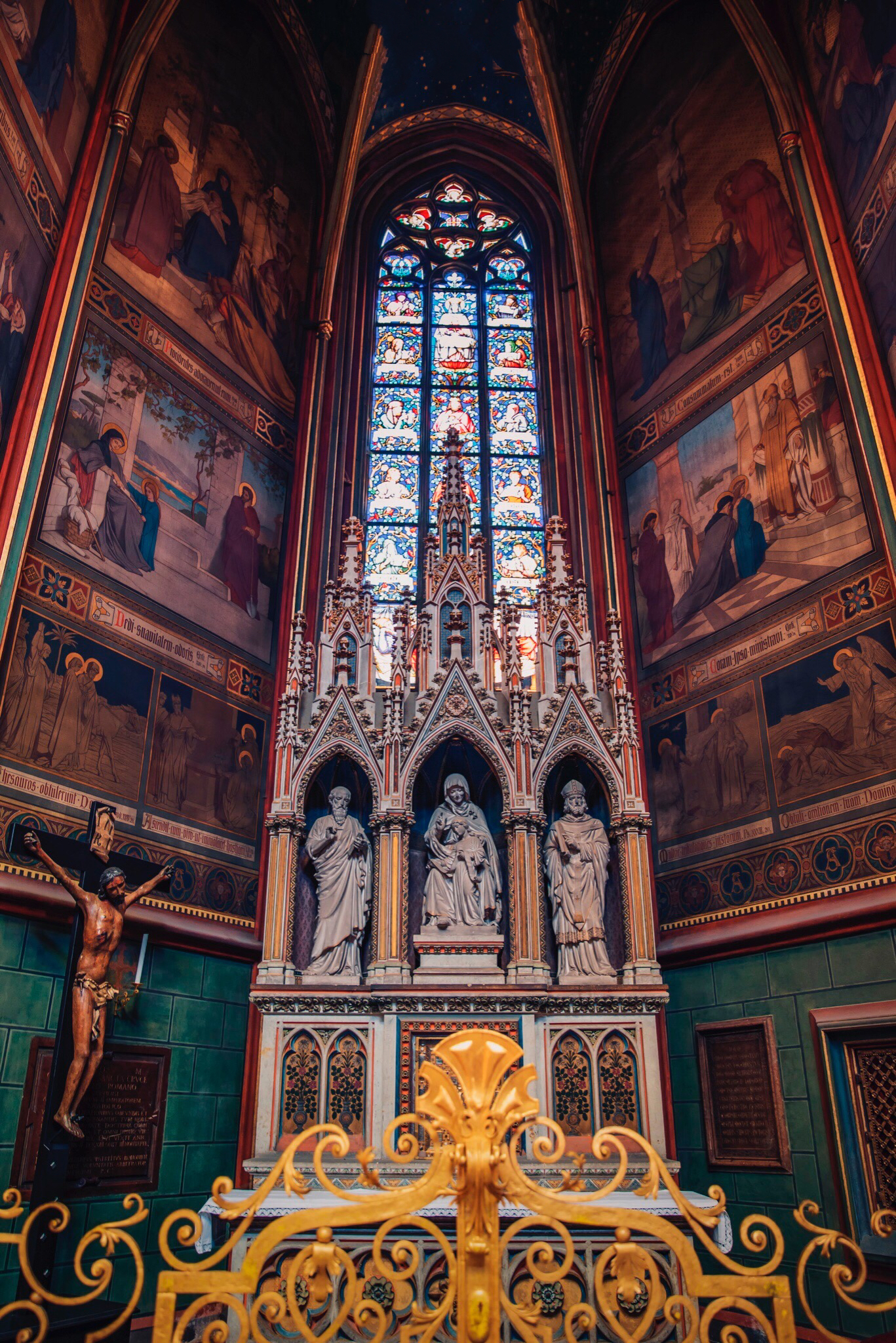
Peintures centrales de la chapelle Sainte-Anne

En 1878, il réalise les 16 peintures de la chapelle Sainte-Anne au sein de la cathédrale Saint-Guy de Prague : elles illustrent entre autres l'histoire de la vie de Sainte-Anne. Il les réalise avec Bohumír Roubalík et František Ženíšek, tous deux étudiants de l'Académie, ainsi que František Čermák (peintre) (cs) et Emil Johann Lauffer (cs) tous deux diplômés de l'académie. Pour le Prager Zeitung, ces peintures murales sont excellentes.

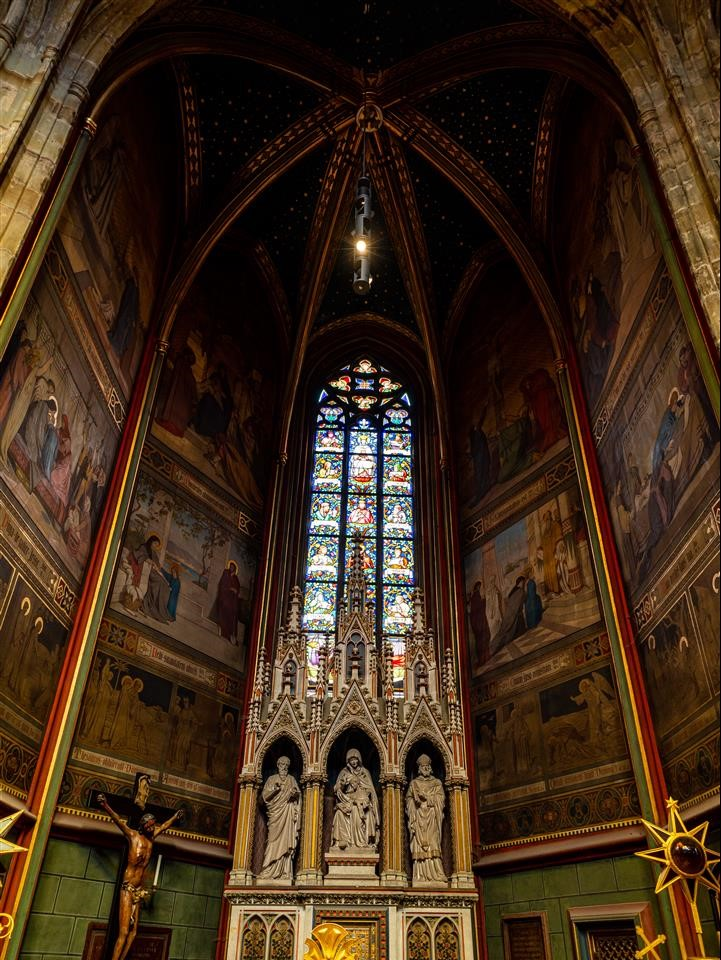
Vue d'ensemble de la chapelle Sainte-Anne

Au-dessus de l'autel de Sainte-Anne se trouve un vitrail réalisé d'après le dessin de Jan Swerts : il représente la généalogie de Jésus avec Abraham, David, Salomon et Notre-Dame entourés des bustes des prophètes de l'Ancien Testament ; la rose qui couronne le vitrail contient une croix avec les symboles des quatre évangélistes.
Les 16 peintures de la chapelle Sainte-Anne sont réparties sur trois rangées et quatre colonnes. La rangée du bas contient 8 compositions et évoque la légende de Sainte-Anne : 
1. Fiançailles avec Joachim ;
2. Distribution d'un tiers de ses biens aux pauvres ;
3. Don du deuxième tiers au trésor du temple ;
4. Refus du don par le grand prêtre car Anne et Joachim n'ont pas d'enfant ;
5. Joachim et Anne chassés du temple ;
6. Apparition d'un ange dans le désert qui informe Joachim qu'il aura une fille ;
7. Apparition d'un ange à Anne annonçant la naissance d'une fille ;
8. Retrouvailles de Joachim et Anne à la Porte dorée et retour à la maison sur les conseils de l'ange.

La rangée du milieu comprend quatre compositions :
1. Naissance de Marie ;
2. Éducation de Marie ;
3. Marie au temple ;
4. Mort de Sainte-Anne.

Les quatre peintures de la rangée du haut sont peintes sur fond doré et représentent :
1. La Bonne Nouvelle ;
2. Naissance de Jésus ;
3. Mort de Jésus ;
4. Résurrection de Jésus.

Il décède en cure à Marienbad des suites d'une maladie cardiaque et est enterré sans cérémonie dans la nuit du 13 août 1879. Toutefois, nombreux amis et étudiants sont présents comme Mgr von Dutweis (prieur de l'ordre de Malte) et le Dr chevalier von Halcek de Prague. Swerts est enterré dans un cercueil en fer dont la clé est conservée par la famille, selon une coutume de Bohême. En 1879, l'article sur Jan Swerts du journal De Vlaamsche School évoque le fait qu'il est question d'ériger un mémorial en hommage à Swerts dans l'église Saint-Georges d'Anvers,. Une exposition a lieu la même année à Prague montrant les œuvres, les dessins, les croquis de Swerts.
Antonín Lhota (en) succède Swerts au poste de directeur de l'Académie des Beaux-Arts de Prague et František Sequens lui succède au poste de professeur de peinture religieuse et historique.
En 1879, sa fille Martha Swerts se marie avec August de Keuster dans la cathédrale Saint-Guy de Prague décorée des peintures de son père. Le mariage est ordonné par Frédéric-Joseph de Schwarzenberg. Swerts a d'ailleurs représenté l'archevêque Schwarzenberg mettant l'anneau du pêcheur au doigt du pape Léon XIII lors de son couronnement, tableau qu'il laisse inachevé à son décès.
Le 31 janvier 1880, l'académie des Beaux-Arts nomme Michel Damas en tant que membre correspondant à la place de Swerts. En 1880, Jan Frans Van Havermaet (nl) (1828-1899) a réalisé un buste représentant Swerts, il est conservé au musée royal des Beaux-Arts d'Anvers.
En juillet 1881, le conseil municipal d'Anvers achète trois dessins préparatoires des peintures réalisées à la chambre de commerce d'Anvers auprès de Keuster-Swerts au prix de 4000 francs pour les confier au musée royal des Beaux-Arts d'Anvers : Les ambassadeurs vénitiens sont reçus par le Magistrat et la population d'Anvers en 1324 ; Edouard III, roi d'Angleterre, pendant son séjour à Anvers en 1338, consultant les principaux négociants sur ses projets financiers ; Le Magistrat d'Anvers reçoit les premiers envoyés moscovites en 1524,.
Le 27 mai 1881, deux cérémonies en l'honneur de Swerts ont lieu : une pour la mise en place de son buste en marbre et l'autre pour l'inauguration de la plaque commémorative à l'église Saint-Georges d'Anvers. Le compositeur Franz Liszt, ami de Jan Swerts, a assisté aux deux cérémonies.
Dans Le romantisme en Belgique, Guffens et Swerts sont désignés comme des moteurs de l'adoption du style nazaréen dans la peinture belge.

## Œuvre

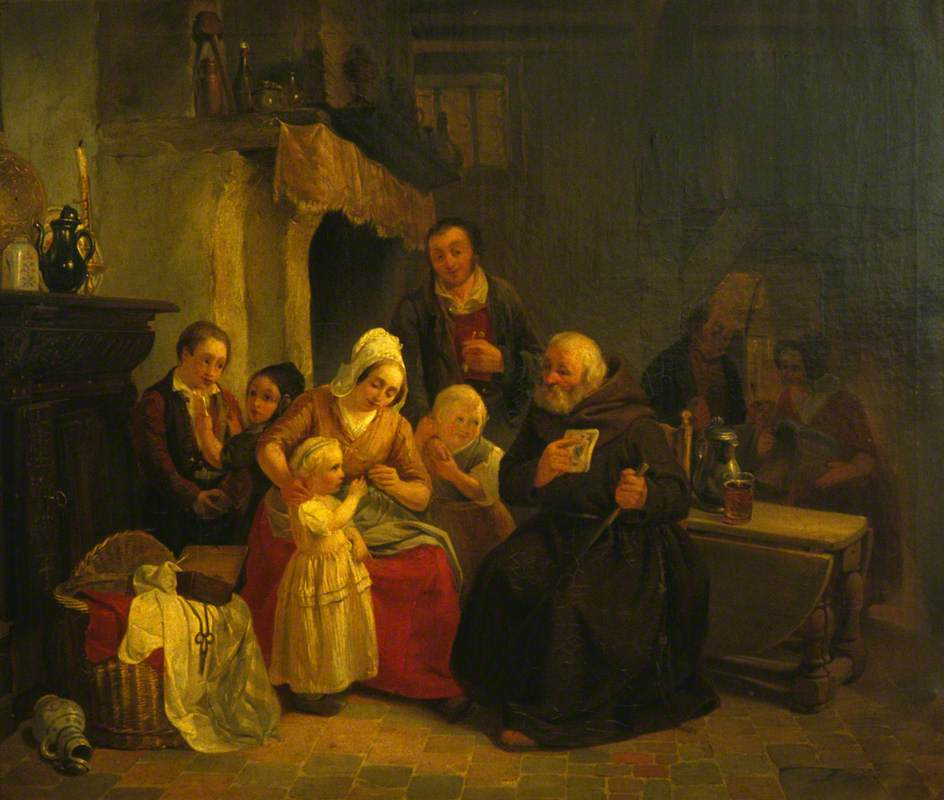
1839 : Prêtre donnant la première leçon d'un enfant
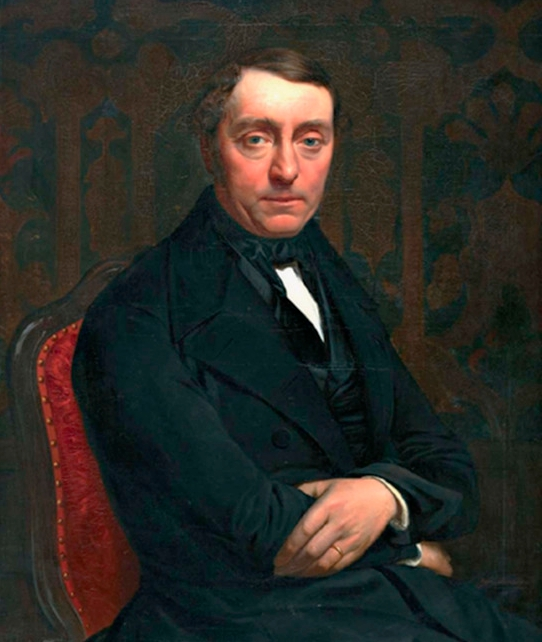
1845 : Portrait d'Henricus Schrauwen (1795-1845)
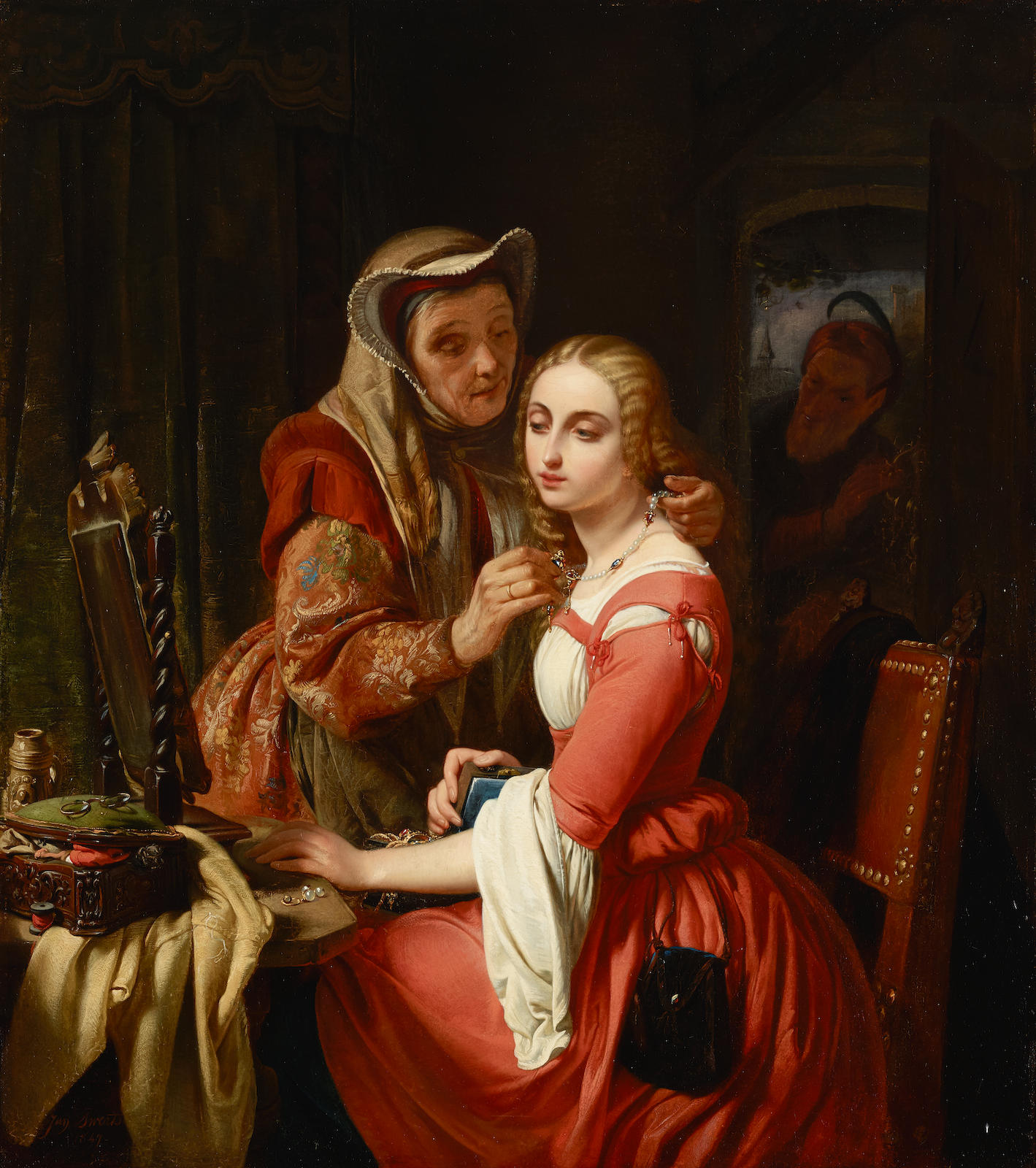
1847 : Le beau collier
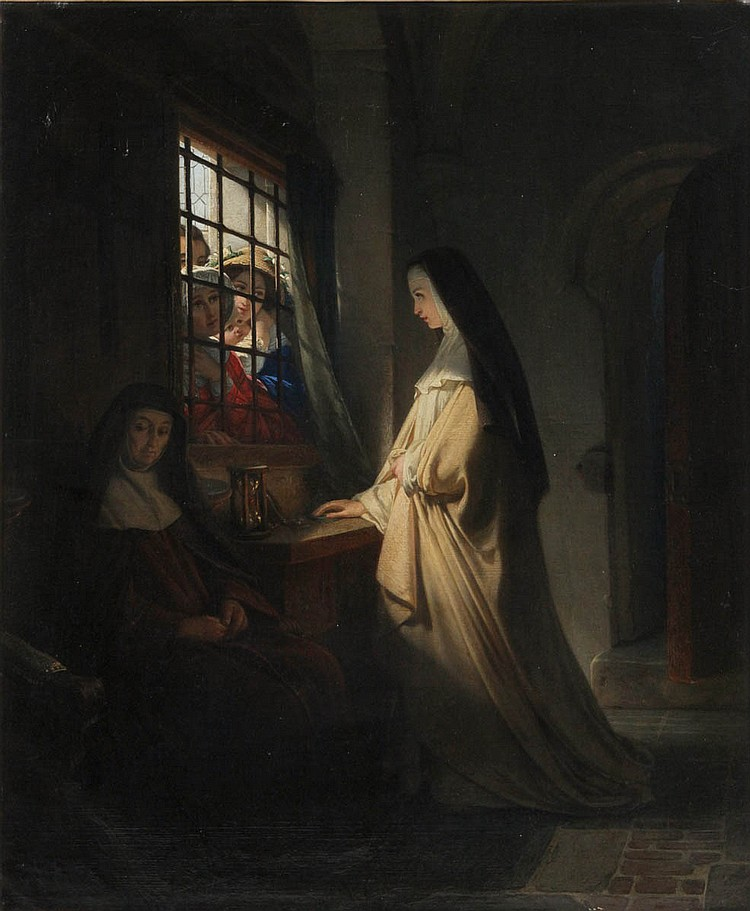
1857 : La visite à la jeune sœur des Carmélites
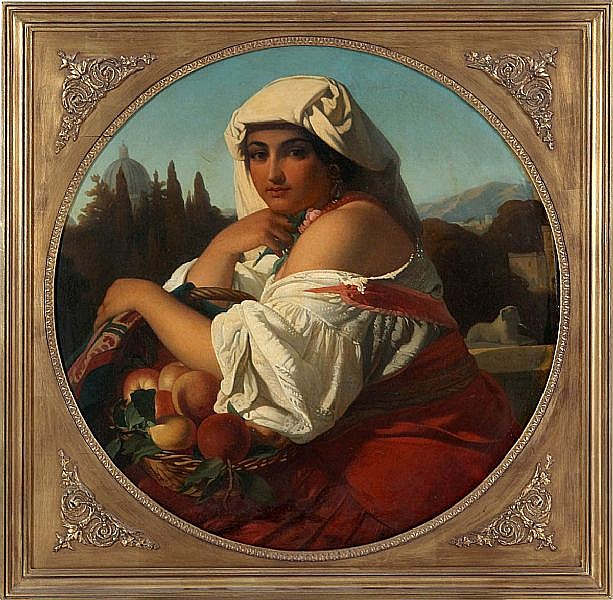
1857 : Marchande de fruit devant un paysage

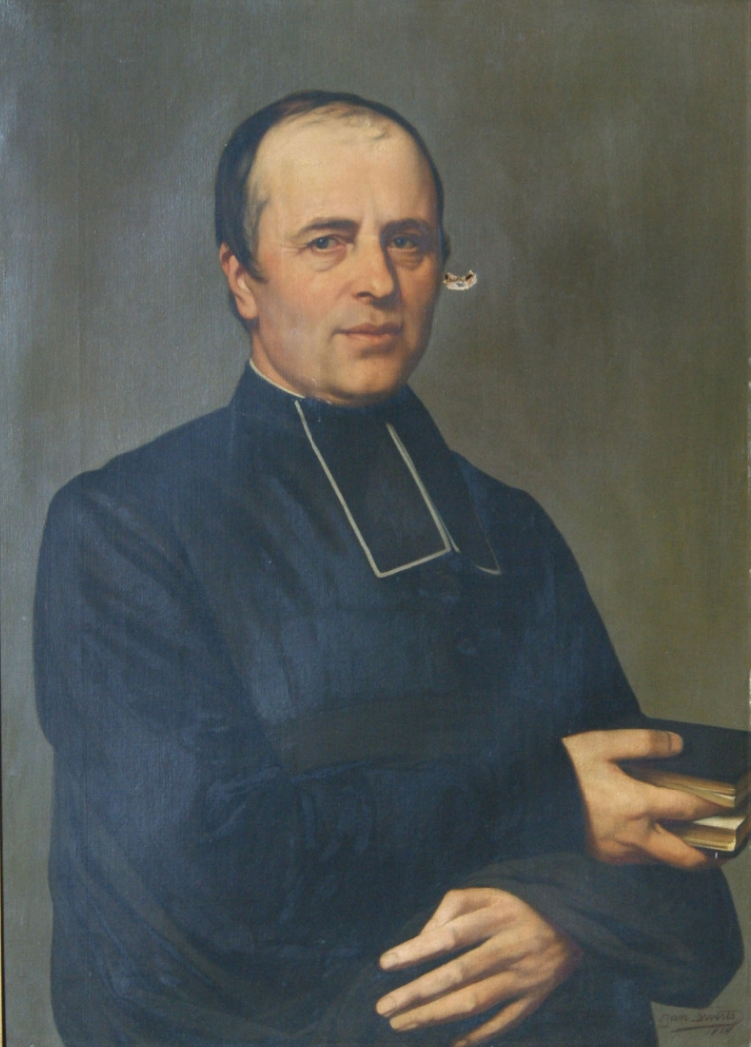
1868 : Portrait du pasteur Benedictus De Caluwe
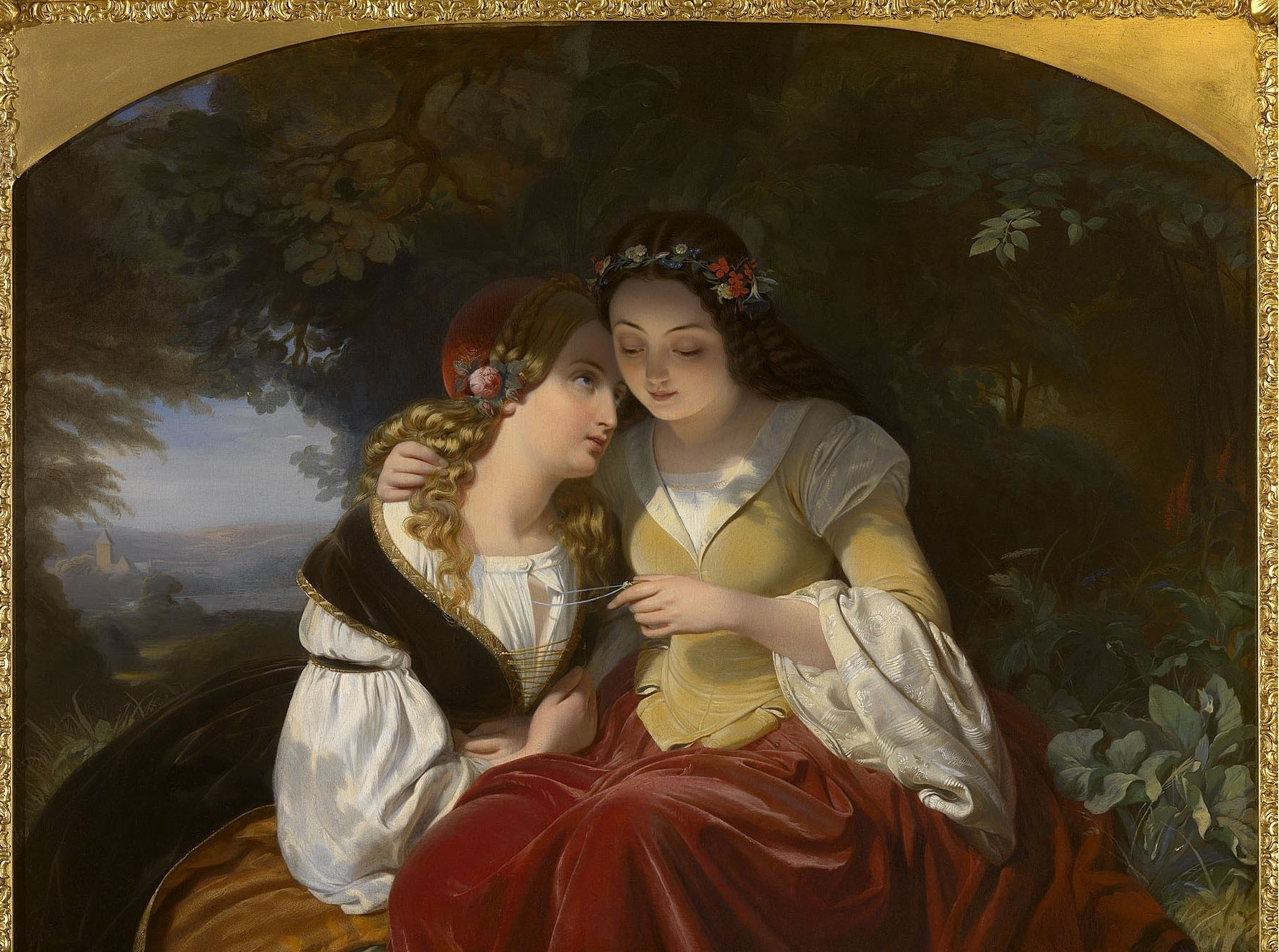
1874 : Le bijou
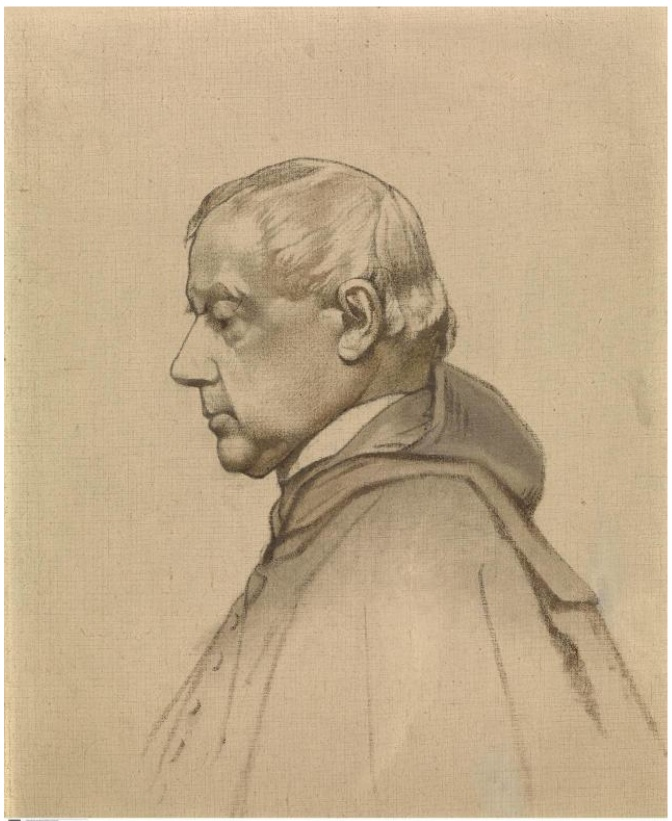
1878 : Frédéric-Joseph de Schwarzenberg
Épisode de la vie de Gilbert van Schoonbeke

- 1839 : Prêtre donnant la première leçon d'un enfant, Stirling Smith Art Gallery and Museum (en)[47].
- 1845 : Portrait d'Henricus Schrauwen (1795-1845)[48].
- 1845 : Portrait du bourgmestre de Peer[49].
- 1846 : Portrait d'Anna-Maria van Endert, Musée d'art de Freital.
- 1847 : Le beau collier[50].
- 1850 : Portrait d'Eduard Francois van Endert, Musée d'art de Freital.
- 1853 : Deux portraits de dames.
- 1857 : Marchande de fruit devant un paysage[51].
- 1857 : La visite à la jeune sœur des Carmélites[52].
- 1868 : Portrait du pasteur Benedictus De Caluwe[26].
- 1869 : L'explorateur carte en mains[53].
- 1874 : Le bijou[54].
- Épisode de la vie de Gilbert van Schoonbeke, musée royal des Beaux-Arts d'Anvers[55].
- Frère et sœur, Collections nationales de Dresde[56].

## Distinctions

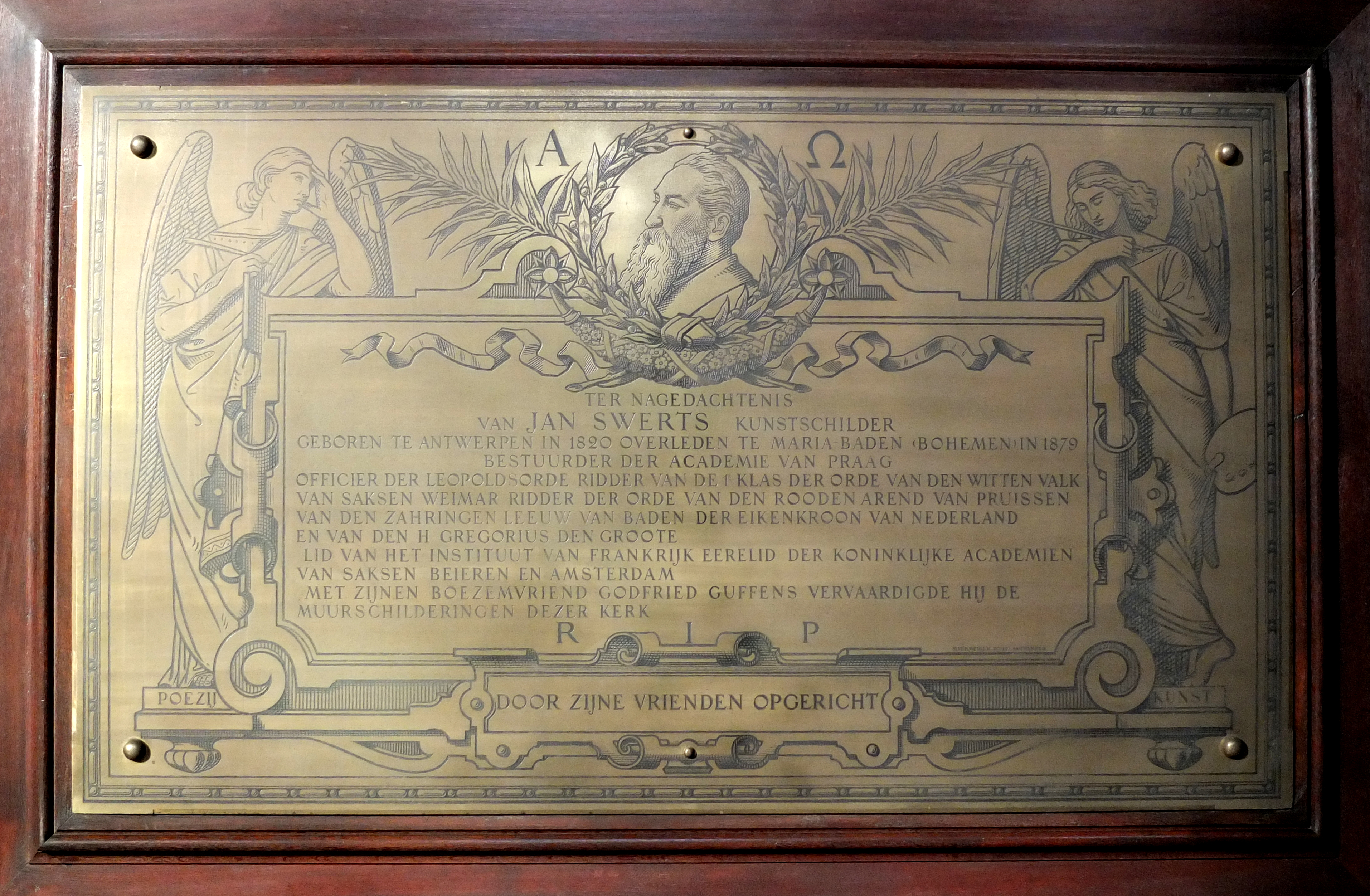
Plaque commémorative à l'église Saint-Georges d'Anvers

- Plaque commémorative à l'église Saint-Georges d'AnversOfficier de l'ordre de Léopold[4] (chevalier le 29 septembre 1853).
- Chevalier de première classe de l'ordre du Faucon blanc[4].
- Chevalier de l'ordre de l'Aigle rouge[4].
- Chevalier de l'ordre du Lion de Zaeringen[4].
- Chevalier de l'ordre de la Couronne de chêne[4].
- Chevalier de l'ordre de Saint-Grégoire-le-Grand[4].
- Membre honoraire de l'Académie royale des beaux-arts d'Amsterdam[4].
- Membre honoraire de l'Académie des beaux-arts de Dresde[4].
- Membre honoraire de l'académie des beaux-arts de Munich[4].
- Membre correspondant de l'Institut de France, pour l'Académie des beaux-arts[4],[57].